# Grunewald

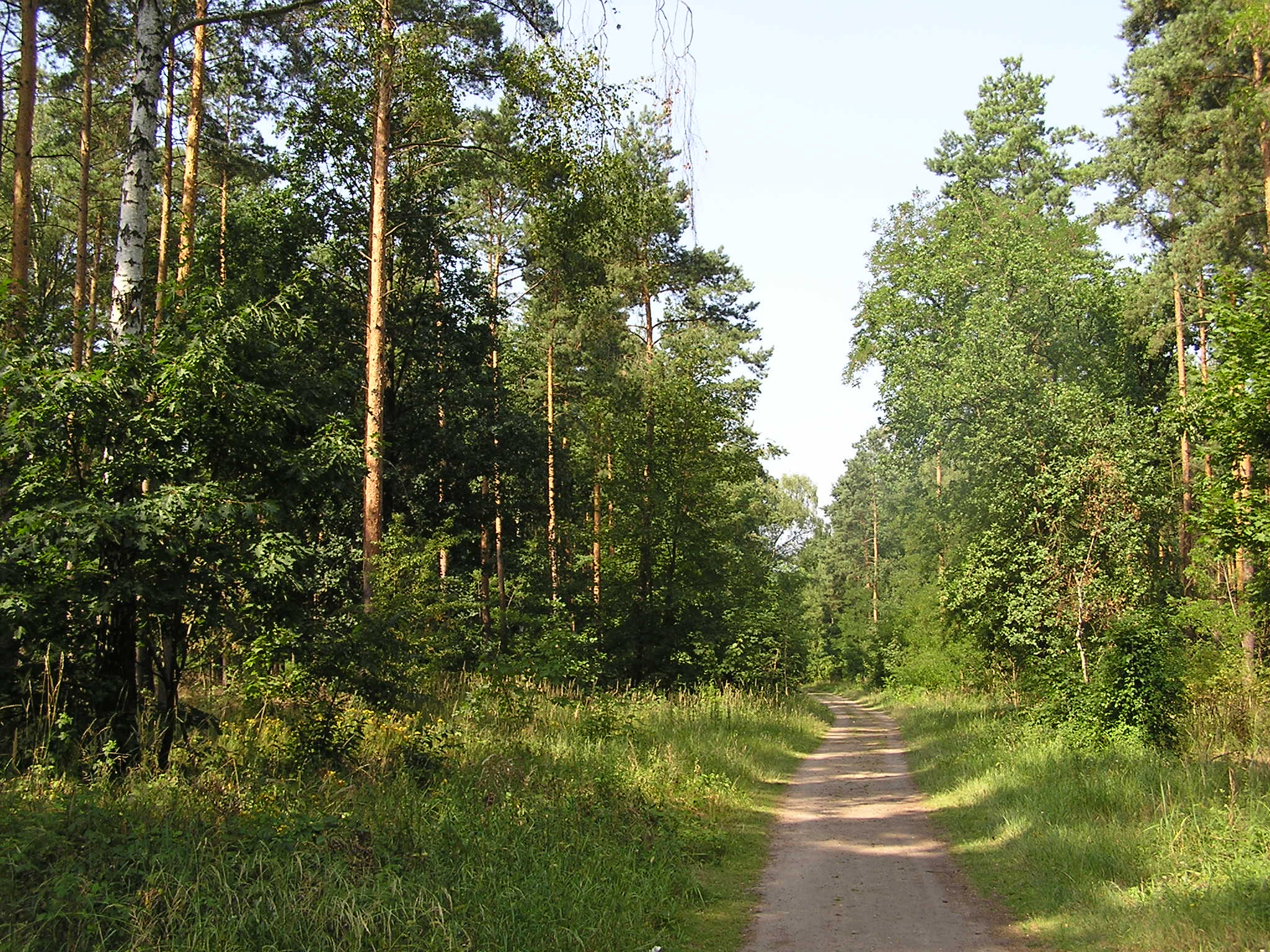
Grunewaldskogen

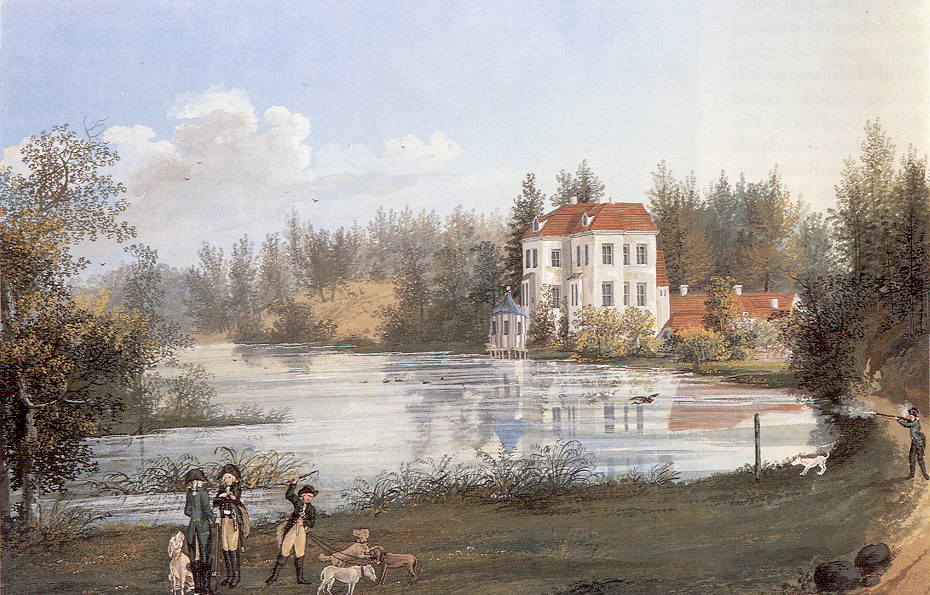
Jagdschloss Grunewald.

Grunewald är en skog på östra sidan av floden Havel i Berlin, Tyskland på cirka 3 000 hektar. Skogen har också gett namn åt en villastad, som 1920 inkorporerades med staden Berlin som en stadsdel under namnet Berlin-Grunewald. Den del av skogen som ligger i stadsdelen Grunewald ingår i Charlottenburg-Wilmersdorf, men skogen sträcker sig även till Steglitz-Zehlendorf. Grunewalds omgivningar präglas av den historiska villabebyggelsen som byggdes av besuttna berlinare. Det finns även en pendeltågsstation (S-bahn) med samma namn som ligger i Grunewald, Bahnhof Berlin-Grunewald.
I Grunewaldskogen finns ett antal mindre sjöar: de största är Grunewaldsee, Schlachtensee och Krumme Lanke. Vid Grunewaldsees södra strand ligger slottet Jagdschloss Grunewald, ett jaktslott uppfört under kurfursten Joakim II av Brandenburg 1542-1543 och idag Berlins äldsta slott. Genom Grunewaldskogen går också AVUS som brukar räknas som världens första motorväg.